# Estación de Sirnach
La estación de Sirnach es una estación ferroviaria de la comuna suiza de Sirnach, en el Cantón de Turgovia.

## Historia y situación
La estación de Sirnach fue inaugurada en el año 1855 con la puesta en servicio de la línea Wil - Winterthur por parte del Sankt Gallisch-Appenzellischen Eisenbahn. En 1902 fue integrada en los SBB-CFF-FFS.
Se encuentra ubicada en la parte sureste del núcleo urbano de Sirnach. Cuenta con dos andenes laterales a los que acceden dos vías pasantes, a las que hay que añadir un haz de dos vías muertas en la zona norte de la estación.
En términos ferroviarios, la estación se sitúa en la línea Wil - Winterthur. Sus dependencias ferroviarias colaterales son la estación de Wil, donde se inicia la línea y la estación de Eschlikon hacia Winterthur.

## Servicios ferroviarios
Los servicios ferroviarios de esta estación están prestados por SBB-CFF-FFS:

### S-Bahn Zúrich
La estación está integrada dentro de la red de trenes de cercanías S-Bahn Zúrich, y en la que efectúan parada los trenes de una línea perteneciente a S-Bahn Zúrich:
- S 12 Brugg – Altstetten – Zúrich HB – Stadelhofen – Winterthur – Schaffhausen/Wil
- S 35 Winterthur - Elgg – Wil